# Classe Antarès
La classe Antarès è una serie di cacciamine di tipo BRS della Marine nationale; i bâtiments remorqueurs de sonars sono delle navi che rimorchiano dei sonars. Essi sono stati costruiti tra il 1992 e il 1994 dai cantieri navali Socarenam.

## Caratteristiche
Le tre navi sono equipaggiate per rimorchiare 2 sonars di caccia alle mine navali per la sorveglianza dei fondali fino ad 80 metri. Esse sono anche utilizzate per l'istruzione alla navigazione.

## Unità
| Nome             | Impostazione     | Varo             | Ingresso in servizio | Base navale |
| ---------------- | ---------------- | ---------------- | -------------------- | ----------- |
| Antarès (M770)   | 8 dicembre 1992  | 4 giugno 1993    | 15 dicembre 1993     | Brest       |
| Altaïr (M771)    | 7 giugno 1993    | 15 novembre 1993 | 9 luglio 1994        | Brest       |
| Aldébaran (M772) | 15 novembre 1993 | 11 febbraio 1994 | 10 marzo 1995        | Brest       |